# Francesco Bernareggi Butti

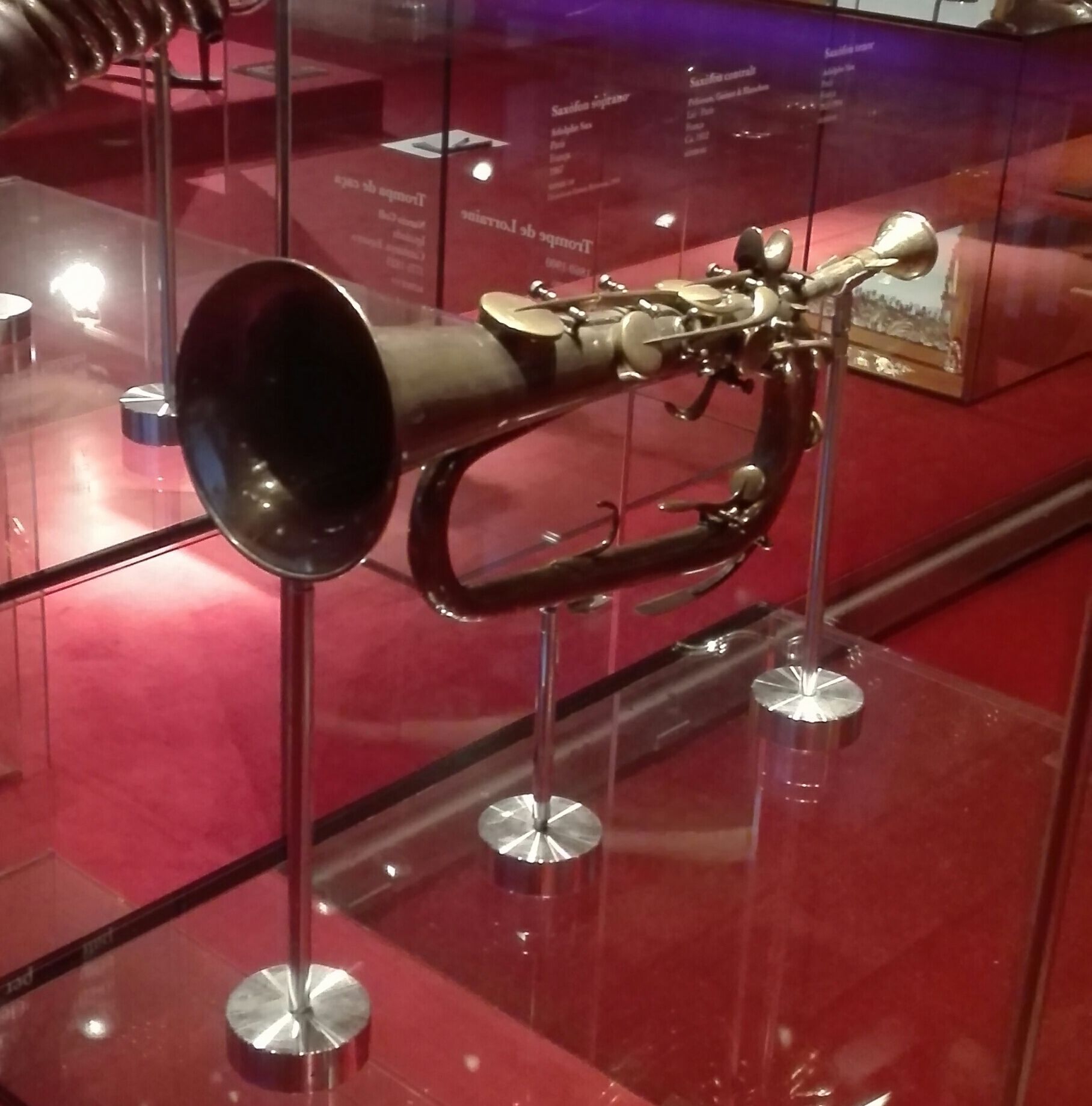
Corneta de 7 claus en mib. Museu de la Música de Barcelona, MDMB 62

Francesco Bernareggi Butti   (Monza) va ser un constructor d'instruments de vent, de nacionalitat italiana però establert a Barcelona.

## Biografia
No se sap quan va néixer. El 19 de novembre de 1819 és la primera data amb referències escrites sobre Bernareggi. Si consta que exerceix de torner il·legalment, ja que no pertanyia al Gremi de Torners de Barcelona. El 4 de desembre de 1819, Anton Oms, el seu padrí, fa constar una queixa al Gremi de Torners de Barcelona perquè havien invalidat l'examen de Bernareggi, el qual no va entrar mai al gremi i segurament va treballar per la via del lliure comerç.

## Instruments conservats[4]
- Clarinet en do de 6 claus (Barcelona, MDMB 1746)
- Clarinet en sib de 13 claus (Barcelona, MDMB 1757)
- Clarinet de 5 claus (Madrid, col·lecció particular)
- Clarinet de 5 claus (Palma, col·lecció particular)
- Clarinet de 6 claus (Vilanova i la Geltrú, col·lecció particular)
- Corneta en mib de 7 claus (Barcelona, MDMB 62)
- Corneta en do de 6 claus (Barcelona, MDMB 120)
- Corneta en mib de 7 claus (Barcelona, MDMB 1747)
- Flauta travessera de 6 claus (Barcelona, MDMB 12724)
- Flauta travessera de 4 claus (Madrid, Museo Nacional de Antropología)
- Flauta travessera de 4 claus (Madrid, col·lecció particular)
- Sarrussòfon (Barcelona MDMB 1493)
- Buccèn (Barcelona MDMB 146)
- Trombó baix (Barcelona MDMB 1727)